# Zenit-E

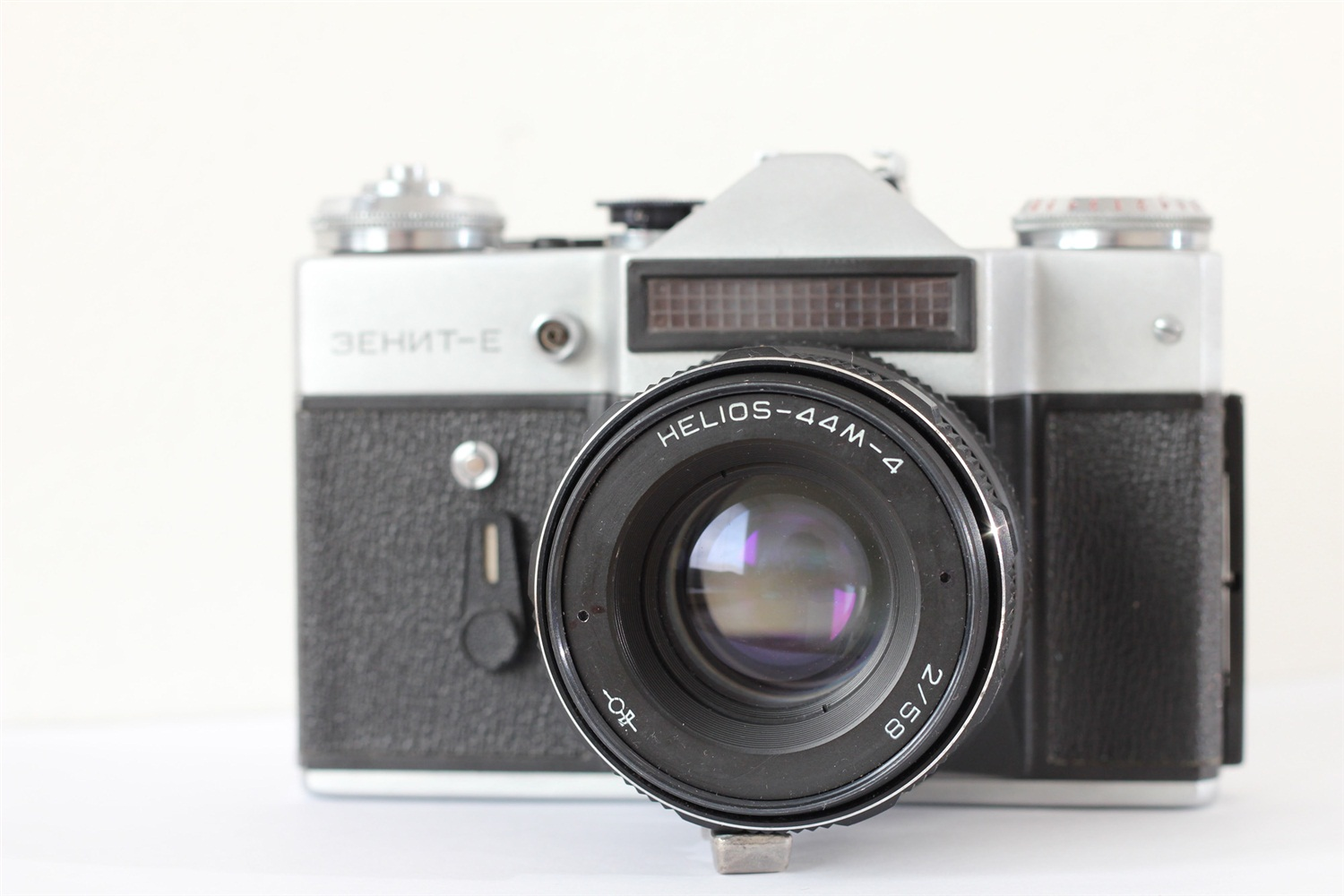
Zenit-E s objektivem Helios 44M

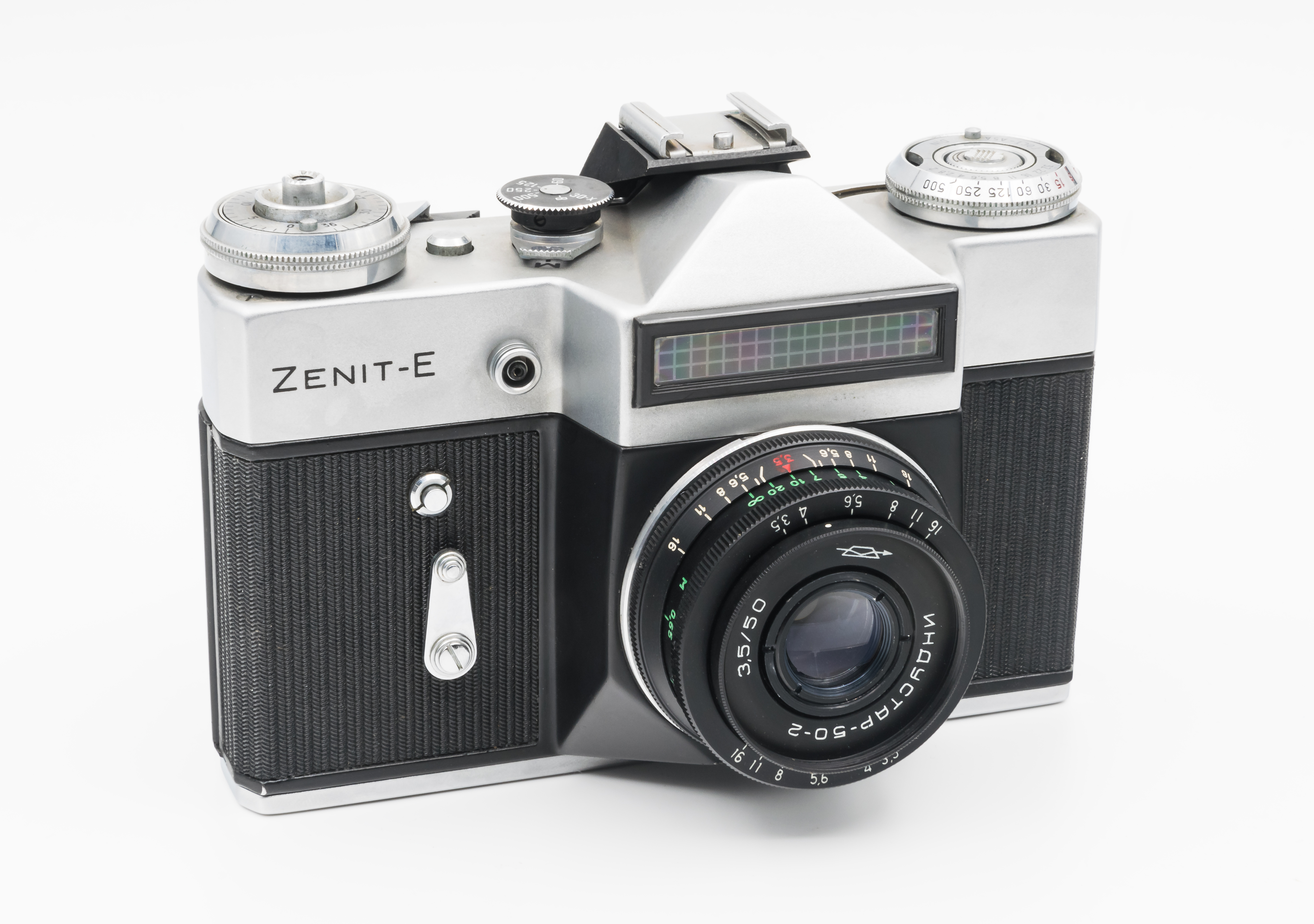
Zenit-E Zenit-E s objektivem Industar Industar 50-2

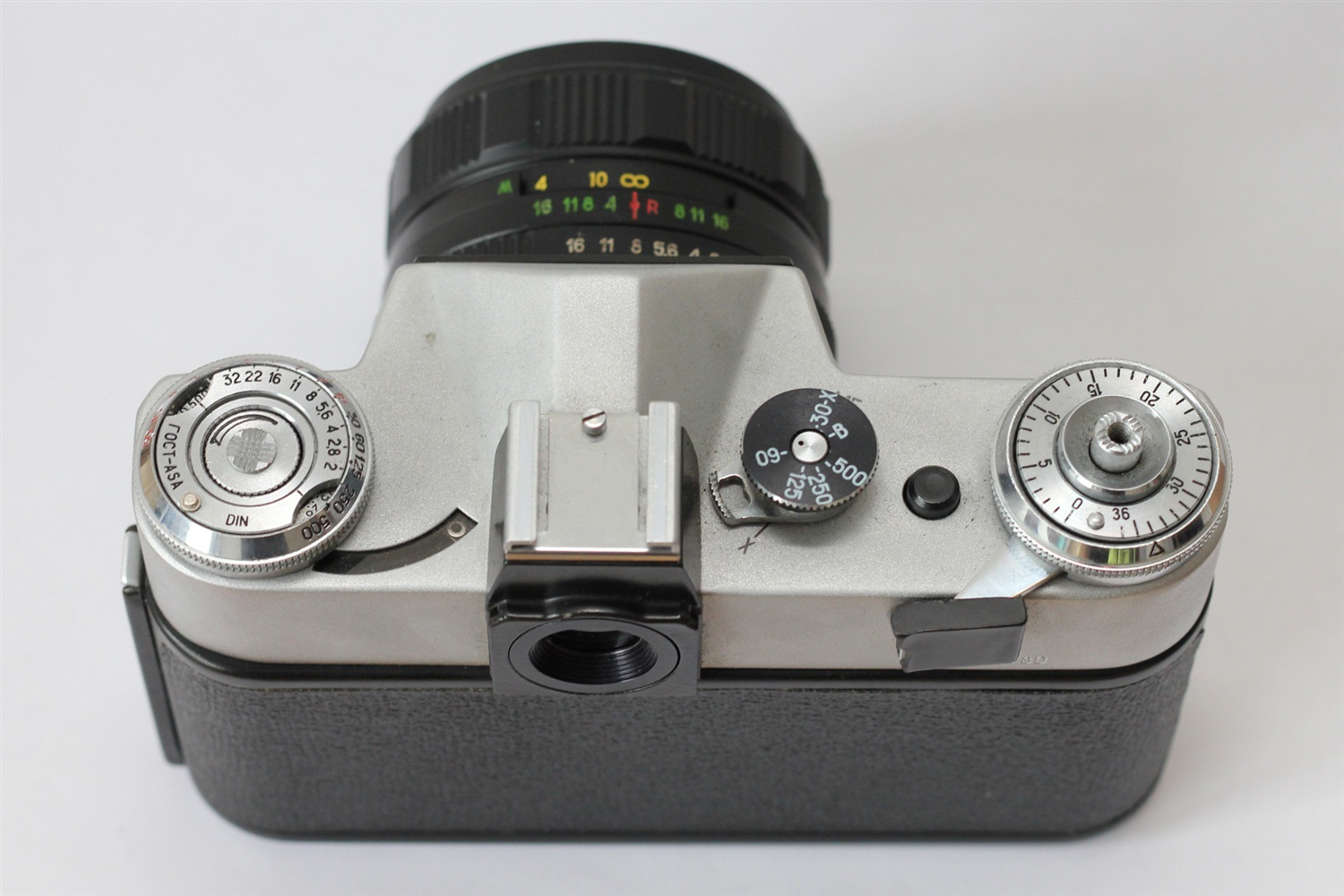
Ovládání přístroje

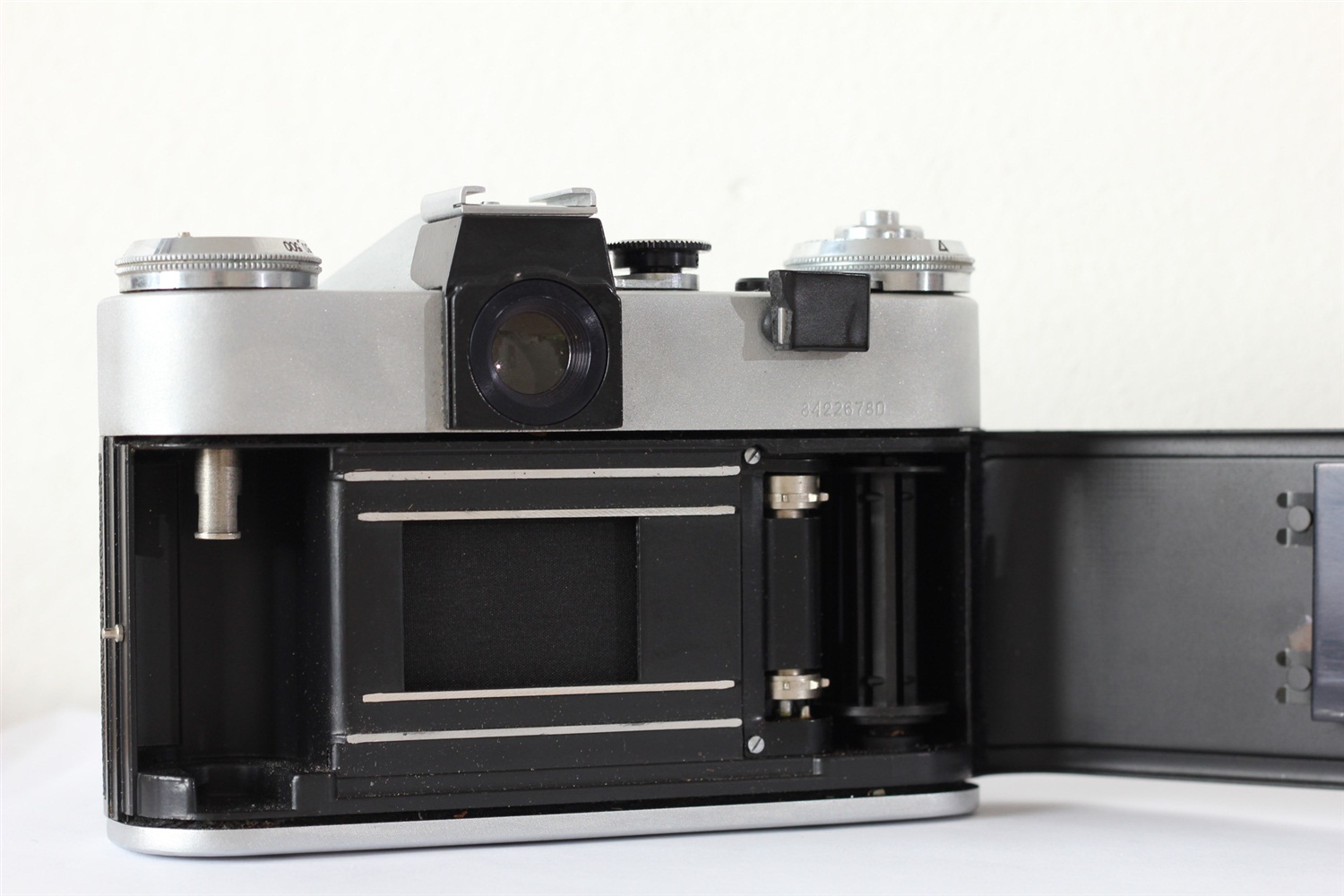
Vkládání filmu

Zenit-E je zrcadlovka vyráběná v letech 1965 až 1986 v Sovětském svazu, která ve své době výrazně ovlivnila amatérskou fotografii, dnes však patří k historickým fotoaparátům.
Pro nízkou cenu se stala velmi populární, což dokazuje fakt, že jich bylo vyrobeno více než 8 miliónů kusů. Je to jeden z nejslavnějších fotoaparátů značky Zenit a postupem času se objevilo několik modifikací tohoto přístroje, jako byl například Zenit-EM, nebo Zenit-ET. Zajímavostí je, že i přes svou technickou nedokonalost má stále své příznivce, kteří na něj nedají dopustit. Některé publikace o něm píší jako o „technické noční můře“.

## Historie
Zenit-E (rusky: ЗEHИT-E) byl vyráběn firmou Krasnogorskij zavod v letech 1965 až 1981 v Krasnogorsku nedaleko Moskvy a v letech 1973 až 1986 firmou BelOMO v Bělorusku. Je to klasická jednooká zrcadlovka na 35mm kinofilm. Její robustní tělo je vyrobeno z hliníkové slitiny a má poměrně vysokou hmotnost (téměř 1 kg bez objektivu). Hlavní odlišností od předchůdce Zenitu 3M byl vestavěný expozimetr, dále byl pozměněn systém zrcadel a natahovací páčka na film.
Tento fotoaparát má závit na objektivy typu M42. Byl dodáván se dvěma objektivy. Prvním z nich je Industar-50-2 s ohniskovou vzdáleností 50 mm a světelností f/3.5. Je to velmi jednoduchý objektiv se 4 čočkami ve 3 skupinách, jehož kresba a ostrost, hlavně v rozích, je opravdu špatná. Bylo však možné pořídit Zenit-E s objektivem Helios 44, později Helios 44-2, což je podstatně propracovanější a robustnější objektiv s kovovým tělem. Má výbornou světelnost f/2 (největší clona f/16) a ohnisko 58 mm. Objektiv je Gaussova typu s 6 čočkami ve 4 skupinách a má antireflexní úpravu. Nabízí pěknou kresbu a ostrost, jeho bokeh je také na výborné úrovni. Vyznačuje se jemnou září v protisvětle, která je pro něj typická. 
Na horním panelu přístroje se vpravo nachází páčka na natahování filmu s počítadlem snímků. Počítadlo je v podstatě nefunkční. Při natáhnutí filmu se sice posune, ale není nijak zajištěné, tudíž dochází k posunutí počítadla a konec filmu se pozná spíše podle toho, že páčka již nejde natáhnout. Vedle počítadla se nachází tlačítko na uvolnění filmu při převíjení a vedle něj kruhové tlačítko pro nastavení expozičního času.
Zenit-E má plátěnou závěrku, jenž nabízí velmi malý rozsah rychlostí, který je od 1/30 s do 1/500 s a také čas B. Závěrka u tohoto Zenitu má typický hlasitý zvuk a tvrdý chod, který vydává poměrně silné vibrace. To může způsobovat problémy při focení s delšími časy.
Měření expozice se provádí pomocí vestavěného expozimetru se selénovým článkem, jehož čidlo je nad objektivem. Expozimetr je rovněž nespolehlivý, po čase se selénový článek většinou vysvítí a přestane fungovat. Ukazatel expozimetru je na horním panelu fotoaparátu a hned vedle se nachází kruhová stupnice. Na stupnici se nastaví hodnota tak, aby se ryska překrývala s ukazatelem expozimetru a podle těchto hodnot se na přístroji nastaví clona a čas expozice. Pro správné nastavení expozice je taky nutno navolit citlivost filmu, Zenit-E podporuje filmy s citlivostí od 16 do 500 ASA.
Stupnice s výběrem rychlosti závěrky obsahuje údaj 30-X, což značí čas 1/30 s, který je určen pro synchronizaci s bleskem. Blesk se připevní na „sáňky“ a připojí synchronizačním kabelem. Do roku 1968 byly přístroje vyráběny bez těchto sáněk (cca 50 000 kusů) a blesk se tedy musel složitě upevňovat na zvláštní držák.
Hledáček je další nedokonalostí tohoto přístroje. Nejen že je velmi tmavý s černými okraji, ale také v něm chybí prvky pro usnadnění zaostřování. V horších světelných podmínkách je proto téměř nemožné přesně zaostřit. Další zajímavostí je, že v roce 1980 byla vyrobena upomínková limitovaná edice fotoaparátů Zenit-E označených logem olympiády v Moskvě. Kuriózně je umístěn závit na stativ. Není umístěn v těžišti přístroje, jak je tomu u jiných fotoaparátů, ale je posunut těsně na okraj.
Na přední straně nalevo od objektivu se nachází natahovací samospoušť, která se skládá z natahovací páčky a spouštěcího tlačítka. Páčka se natáhne o 180° proti směru hodinových ručiček a tlačítkem se spustí. Dle manuálu trvá samospoušť okolo 7 sekund.
Následovníkem Zenitu-E byl přístroj Zenit-TTL, u něhož byl expozimetr se selénovým článkem nahrazen pokročilým měřícím systémem TTL. Další inovací bylo u Zenitu-412DX automatické načítání DX kódu citlivosti filmu. 412DX byl předposledním fotoaparátem se závitem objektivu typu M42. V roce 1984 přešla společnost na bajonety Pentax-K. První přístroj s tímto bajonetem byl Zenit-Automat, který měl pokročilé funkce například volbu priority clony, nebo rozsah expozičních časů od 1 s do 1/1000 s.